# Милош Матијевић
Милош Матијевић Мрша (Кестеновац, код Војнића, 1. септембар 1902 — Јајинци, код Београда, 17. децембар 1941), учесник Народноослободилачке борбе и народни херој Југославије.

## Биографија
Рођен је 1. септембра 1902. године у селу Кестеновцу, код Војнића. Потиче из сиромашне сељачке породице. Рано је остао без оца, па је од ране младости осетио немаштину и тежак живот. Тражећи посла с мајком и браћом, радио је као надничар и физички радник на имањима богатих сељака у Карловцу, Окучанима и Мирковцу. Као питомац Српског привредног друштва Привредник одлази у Београд, 10. децембра 1921. године, где је радио најпре као столар и као морнар на шлеповима, а 1923. године се запошљава у „Београдској текстилној индустрији“, најпре као фарбар, а затим као ткач.
Био је висок и мршав, па су га другови звали Мрша. Тај надимак постао је саставни део његовог имена, и њиме ће се служио и за време револуционарног рада до смрти.
Члан Савеза радника одевне индустрије, секције Трикотаже, у саставу Независних синдиката, постао је јануара 1925; убрзо је примљен и у чланство Савеза комунистичке омладине Југославије (СКОЈ), а крајем исте године постао је секретар скојевске ћелије Трикотаже. Члан Комунистичке партије Југославије постао је септембра 1926. године. Исте године био је и прочелник партијске ћелије у Столари „Београдске текстилне индустрије“. Већ тада је био један од најактивнијих радника-комуниста међу текстилцима на Карабурми, организатор тарифних акција и штрајкова, од којих се посебно истиче велики шестонедељни штрајк радника „Београдске текстилне индустрије“, октобра 1926. године. Због револуционарног рада, ухапшен је октобра 1927. године, и месец дана је мучен у београдском затвору „Главњача“.
Од почетка 1928. године члан је Месног комитета СКОЈ-а за Београд, а од августа и члан Покрајинског комитета СКОЈ-а за Србију. Један је од двојице југословенских скојеваца - делегата на Петом конгресу Комунистичке омладинске интернационале у Москви, 1928. године. После конгреса, као члан иностране делегације, обишао је више индустријских предузећа у Москви и унутрашњости Совјетског Савеза, упознавши се са животом и радом људи у Совјетском Савезу.
После завођења шестојануарске диктатуре, 1929. године, ухапшен је 14. јануара, а 25. маја 1929. осуђен је на 6 година робије, коју је издржао у Сремској Митровици. На робији је изучавао теорију марксизма и усавршавао се за рад у илегалној техници. Учествовао је у штрајку глађу политичких затвореника у Сремској Митровици, октобра 1933. године, као и другим акцијама затворених комуниста.
После изласка с робије, 11. марта 1935. године, протеран је у Карловац, где је остао годину дана, а затим је дошао у Београд и наставио партијски рад међу текстилним радницима на Карабурми. У свом стану, у Ловранској улици, на Звездари, извесно време радио је у техници Покрајинског комитета КПЈ за Србију. После полицијске провале и хапшења чланова ПК КПЈ за Србију, новембра 1935, а априла 1936. и чланова Месног комитета КПЈ за Београд, Милош Матијевић је био један од носилаца политичке активности у Београду, све до марта 1937, када је формиран Секретаријат Покрајинског комитета КПЈ за Србију, чији је био члан. После хапшења због штрајка текстилних радника на Карабурми, децембра 1937. године, прешао је у илегалност.
Децембра 1938. године изабран је за организационог секретара Месног комитета КПЈ за Београд, а 1940. је постао и његов политички секретар. Као секретар Месног комитета, био је организатор и руководилац многих акција радничке класе у Београду пред рат: великих демонстрација 14. децембра 1939, штрајка аеро-наутичких радника априла 1940, мартовских демонстрација 1941. године, и др.
На Петој покрајинској конференцији КПЈ за Србију, 1940, поново је изабран у Покрајински комитет и за делегата за Пету земаљску конференцију КПЈ, на којој је изабран за кандидата за члана Централног комитета. Учествовао је и на партијском саветовању ЦК КПЈ, јуна 1939, под Шмарном гором у Словенији, и на партијском курсу у Макарској, у лето 1940. године.
После окупације Краљевине Југославије, руководио је Месним комитетом КПЈ у Београду и свим већим оружаним акцијама у Београду, посебно у акцији спасавања Александра Ранковића из руку Гестапоа и Специјалне полиције, из болнице у Видинској улици, 29. јула 1941. године. У великој полицијској провали руководства и организације КПЈ у Београду, ухапшен је и Мрша, 28. септембра 1941. године.
У току октобра и новембра 1941. у Специјалној полицији и Гестапоу издржао је најстрашнија мучења. Осуђен је на смрт, и пребачен у логор на Бањици. Стрељан је у Јајинцима, 17. децембра 1941. године, с већом групом комуниста.
Указом Президијума Народне скупштине Федеративне Народне Републике Југославије, 16. јула 1951. године, проглашен је за народног хероја.